# كنيس القيروان
كنيس القيروان هو كنيس يهودي قديم يقع في مدينة القيروان، تونس.

## تاريخ
كان المجتمع القيرواني يضم عددا مهما من اليهود منذ تأسيس المدينة سنة 670. و كانت القيروان تكتسي أهمية بالغة لدى اليهود عامة، حيث كانت مقرا ليشيفا القيروان، والتي كانت تعتبر أهم مدرسة يهودية دينية في شمال إفريقيا. إلا أنه مع قدوم الموحدين، اضطر اليهود إلى مغادرة القيروان و الاستقرار بمدن تونسية أخرى.
توافد اليهود مرة أخرى على القيروان في فترة الحماية الفرنسية ، و تم تشييد كنيس القيروان عام 1920 كتأكيد على أهمية المكون اليهودي في المدينة. لكن بعد حصول تونس على الاستقلال، و تحديدا في فترة السبعينيات، عرفت القيروان للمرة الثانية مغادرة مجتمعها اليهودي، و تم تحويل الكنيس إلى مدرسة.